# Incisione di Flammarion
L'incisione Flammarion è un'incisione su legno di un artista sconosciuto, così chiamata perché la sua prima apparizione documentata è nel libro di Camille Flammarion del 1888 L'atmosphère : météorologie populaire. L'incisione su legno è stata spesso, ma erroneamente, definita xilografia. Lo scenario dell'illustrazione è una metafora della ricerca scientifica o mistica dell’essere verso la conoscenza e in epoche recenti è stata spesso usata come simbolo dell'esperienza psichedelica al punto di essere scelta come stemma dalla Multidiciplinary Association for Psychedelic Studies nella prima parte della propria storia.

## Descrizione
L'opera raffigura un uomo, vestito con una lunga tunica e con in mano un bastone, che si trova ai margini della Terra, dove incontra la volta stellata (firmamento) . Si inginocchia e passa la testa, le spalle e il braccio destro attraverso il cielo costellato di stelle, scoprendo un meraviglioso regno di nuvole, fuochi e soli che volteggiano oltre i cieli. Uno degli elementi della macchina cosmica ha una forte somiglianza con le tradizionali rappresentazioni pittoriche della "ruota in mezzo a una ruota" descritte nelle visioni del profeta ebreo Ezechiele. La didascalia che accompagna l'incisione nel libro di Flammarion recita: